# Eckhart Strehle
Eckhart Strehle (* 1937) ist ein deutscher Schauspieler, Hörspiel- und Synchronsprecher.

## Leben
Eckhart Strehle absolvierte die Hochschule für Schauspielkunst „Ernst Busch“ Berlin und hatte Engagements am Theater Chemnitz und dem Staatstheater Cottbus. Seit 1968 gehörte er über mehrere Jahrzehnte dem Ensemble des Berliner Maxim-Gorki-Theater an. 2006 war er an der Neuköllner Oper zu sehen.
1968 spielte Strehle in Cottbus die Titelfigur in Johann Wolfgang von Goethes Trauerspiel Egmont. Am Maxim Gorki Theater war er unter anderem 1994 in Aus einem anderen Leben zu sehen, 1997 in Gerhart Hauptmanns Ratten oder 2000 in Anton Tschechows Möwe. 2006 verkörperte er – komplett ohne Text – die Titelrolle in der Uraufführung des Musicals Held Müller von Peter Lund und Thomas Zaufke.
Ende der 1960er-Jahre gab Strehle sein Debüt vor der Kamera und ist seither immer wieder auf dem Bildschirm oder der Leinwand zu sehen. Er spielte mehrfach in den Krimireihen Der Staatsanwalt hat das Wort und Polizeiruf 110 und war Gastdarsteller in Serien wie Ein Mord für Quandt, Für alle Fälle Stefanie oder Löwenzahn. Daneben arbeitete Strehle für den Rundfunk der DDR und als Synchronsprecher. Als solcher lieh er wiederholt verschiedenen ausländischen Kollegen in der Serie Twilight Zone seine Stimme.

## Filmografie (Auswahl)
- 1968: Die entführte Braut
- 1969: St. Urban
- 1971: Zeit der Störche
- 1971: Der Staatsanwalt hat das Wort – Zwei Promille
- 1972: Prof. Dr. med. Maria Fabian
- 1973: Gartenparty
- 1974: Polizeiruf 110 – Kein Paradies für Elstern
- 1974: Der Leutnant vom Schwanenkietz
- 1976: Der Staatsanwalt hat das Wort – Felix kauft ein Pferd
- 1978: Clavigo
- 1981: Polizeiruf 110 – Alptraum
- 1981: Der Staatsanwalt hat das Wort – Nachtpartie
- 1985: Polizeiruf 110 – Verlockung
- 1988: Der Aufstand der Fischer von St. Barbara
- 1989: Späte Ankunft
- 1995: Nikolaikirche
- 1997: Ein Mord für Quandt – Der Prinzgemahl
- 1997: Für alle Fälle Stefanie (2 Folgen)
- 1998: Wolffs Revier – Wallmann kommt raus
- 2001: Die Camper – Der Neue
- 2002: Löwenzahn – Peter sucht den Taubenräuber
- 2003: Ganz und gar
- 2010: Busy (Kurzfilm)

## Hörspiele (Auswahl)
- 1970: Der Hüter der Bienen – Autor: Armand Lanoux – Regie: Fritz Göhler
- 1973: Leben des Galilei – Autor: Bertolt Brecht – Regie: Fritz Göhler
- 1976: Antigone in Berlin – Autor: Adolf Glaßbrenner – Regie: Werner Grunow
- 1978: La Galea – Autor: Ramiro Pinilla – Regie: Fritz Göhler
- 1982: Der Tote im fünften Stock – Autor: Hans Siebe – Regie: Barbara Plensat
- 1986: Scherz, Satire, Ironie und tiefere Bedeutung – Autor: Christian Dietrich Grabbe – Regie: Fritz Göhler
- 1987: Jeder stirbt für sich allein – Autor: Hans Fallada – Regie: Werner Grunow
- 1989: Hundeherz – Autor: Michail Bulgakow – Regie: Peter Groeger
- 1997: Tut Tut Tot – Autor: Peter Jacobi – Regie: Christoph Dietrich